# ريكاردو موريتي
ريكاردو موريتي (بالإيطالية: Riccardo Moretti)‏ مواليد 18 يناير 1985 في لوغو، إميليا-رومانيا، إيطاليا، هو متسابق دراجات نارية إيطالي. نافس في سباقات بطولة العالم لفئة 125 سي سي.

## النتائج

### سباق الجائزة الكبرى للدراجات النارية

#### حسب الموسم
| الموسم | الفئة     | الدراجة  | السباق | الفوز | المنصة | الإنطلاق | أسرع لفة | النقاط | الترتيب |
| ------ | --------- | -------- | ------ | ----- | ------ | -------- | -------- | ------ | ------- |
| 2008   | 125 سي سي | هوندا    | 2      | 0     | 0      | 0        | 0        | 0      | ن.غ.م   |
| 2009   | 125 سي سي | أبريليا  | 2      | 0     | 0      | 0        | 0        | 3      | 27      |
| 2010   | 125 سي سي | أبريليا  | 3      | 0     | 0      | 0        | 0        | 0      | ن.غ.م   |
| 2012   | موتو 3    | ماهيندرا | 4      | 0     | 0      | 0        | 0        | 0      | ن.غ.م   |
| إجمالي |           |          | 11     | 0     | 0      | 0        | 0        | 3      |         |

#### السباقات حسب السنة
(مفتاح)
| السنة | الفئة     | الدراجة  | 1   | 2            | 3          | 4          | 5          | 6          | 7        | 8        | 9            | 10         | 11         | 12              | 13       | 14           | 15           | 16            | 17     | مركز. | نقاط |
| ----- | --------- | -------- | --- | ------------ | ---------- | ---------- | ---------- | ---------- | -------- | -------- | ------------ | ---------- | ---------- | --------------- | -------- | ------------ | ------------ | ------------- | ------ | ----- | ---- |
| 2008  | 125 سي سي | هوندا    | قطر | إسبانيا      | البرتغال   | الصين      | فرنسا      | إيطاليا 26 | كتالونيا | بريطانيا | هولندا       | ألمانيا    | تشيك       | سان مارينو ل.ين | إنديانا  | اليابان      | أستراليا     | ماليزيا       | بلنسية | ن.غ.م | 0    |
| 2009  | 125 سي سي | أبريليا  | قطر | اليابان      | إسبانيا    | فرنسا      | إيطاليا 20 | كتالونيا   | هولندا   | ألمانيا  | بريطانيا     | تشيك       | إنديانا    | سان مارينو 13   | البرتغال | أستراليا     | ماليزيا      | بلنسية        |        | 27    | 3    |
| 2010  | 125 سي سي | أبريليا  | قطر | إسبانيا ل.ين | فرنسا ل.ين | إيطاليا 16 | بريطانيا   | هولندا     | كتالونيا | ألمانيا  | تشيك         | إنديانا    | سان مارينو | أرغون           | اليابان  | ماليزيا      | أستراليا     | البرتغال      | بلنسية | ن.غ.م | 0    |
| 2012  | موتو 3    | ماهيندرا | قطر | إسبانيا      | البرتغال   | فرنسا      | كتالونيا   | بريطانيا   | هولندا   | ألمانيا  | إيطاليا ل.ين | إنديانا 20 | تشيك ل.يب  | سان مارينو      | أرغون    | اليابان ل.يب | ماليزيا ل.ين | أستراليا ل.ين | بلنسية | ن.غ.م | 0    |

## روابط خارجية
- ريكاردو موريتي على موقع MotoGP.com (الإنجليزية)
- ريكاردو موريتي على موقع CONI honoured athlete website (الإيطالية)